# Змеиношеяя черепаха Зибенрока
Змеиношеяя черепаха Зибенрока, или змеиношейная черепаха Зибенрока (лат. Chelodina siebenrocki) — вид черепах из семейства Змеиношеие черепахи (Chelidae), обитающий в юго-восточной Новой Гвинее, на полуострове Кейп-Йорк северо-востока Австралии и на островах Торресова пролива. Видовой эпитет дан в честь австрийского зоолога Фридриха Зибенрока (1853—1925).

## Описание
Змеиношеяя черепаха Зибенрока вырастает до длины 30 см. Карапакс гладкий, сужен спереди, имеет вариант расцветки от красновато-коричневого до почти чёрного цвета с несколькими разновидностями рисунка. Края загнуты кверху.
Окраска пластрона от жёлтой до серо-жёлтой.
Относительно небольшая голова переходит в очень длинную шею. Верх головы, а также верхняя часть шеи имеют цвет от тёмно-серого до почти чёрного. От кончика морды до шеи проходит жёлтая полоса. Маленькие глаза располагаются очень далеко впереди. Низ головы, горло и нижняя часть шеи окрашены в цвета от желтоватого до светло-коричневого.

## Образ жизни
Змеиношеяя черепаха Зибенрока обитает в медленно текущих водах и болотах, но также обитает в солоноватой воде. Часто выходит из воды на сушу. Является исключительно плотоядным животным. Самка откладывает яйца два раза в год, в количестве от 15 до 20 штук; средний вес одного яйца — 24 грамма. Для кладки выбираются тёплые низины на суше. В зависимости от температуры, инкубационный период длится от 120 до 180 дней.